# George Paterson
George Denholm Paterson (Denny, 26 settembre 1914 – Nuova Zelanda, 24 gennaio 1986) è stato un calciatore e allenatore di calcio scozzese, di ruolo centrocampista.

## Carriera

### Giocatore

#### Club
Esordisce tra i professionisti nella stagione 1932-1933 all'età di 18 anni con il Celtic, con cui realizza una rete in 2 presenze nella prima divisione scozzese. L'anno seguente non scende invece mai in campo in partite di campionato, mentre nella stagione 1934-1935 si conquista un posto da titolare realizzando 7 reti in 31 presenze nella prima divisione scozzese; trascorre poi i successivi quattro campionati sempre giocando da titolare per gli Hoops (29 presenze nella stagione 1938-1939, mai meno di 36 presenze nelle rimanenti stagioni), a cui poi aggiunge anche 4 presenze nella stagione 1939-1940, per un totale in carriera di 175 presenze ed 11 reti nella prima divisione scozzese.
Durante gli anni della seconda guerra mondiale, nei quali serve nella RAF, gioca 102 partite nei vari tornei sostitutivi dei campionati con il Celtic, oltre a disputare saltuariamente delle partite come guest player con vari club inglesi (Leicester City, Blackpool, Wolverhampton, Tranmere ed Arsenal) impegnati in tornei analoghi; al termine del conflitto si trasferisce in Inghilterra, giocando per tre stagioni (una in prima divisione e due in seconda divisione) con il Brentford, insieme al connazionale David Nelson, per complessive 62 partite di campionato. Trascorre poi un biennio allo Yeovil Town.

#### Nazionale
Ha giocato 2 partite nella nazionale scozzese.

### Allenatore
Con lo Yeovil Town, club semiprofessionistico della Southern Football League (all'epoca una delle principali leghe calcistiche al di fuori della Football League), è oltre che giocatore anche allenatore; trascorre poi la stagione 1951-1952 allenando lo Stirling Albion, club neopromosso nella prima divisione scozzese, con cui conquista 15 punti in 30 partite retrocedendo in seconda divisione a causa dell'ultimo posto in classifica ottenuto.

## Palmarès

### Giocatore

#### Club

##### Competizioni nazionali
- Campionato scozzese: 2

Celtic: 1935-1936, 1937-1938
- Coppa di Scozia: 2

Celtic: 1932-1933, 1936-1937

##### Competizioni regionali
- Somerset Premier Cup: 1

Yeovil Town: 1949-1950

### Allenatore

#### Competizioni regionali
- Somerset Premier Cup: 1

Yeovil Town: 1949-1950